# Cyril Norman Hinshelwood
Sir Cyril Norman Hinshelwood (n. 19 iunie 1897, Londra, Regatul Unit al Marii Britanii și Irlandei – d. 9 octombrie 1967, Londra, Anglia, Regatul Unit) a fost un chimist britanic, laureat al Premiului Nobel pentru chimie (1956).